# Stol sedmorice
Kraljevski Stol sedmorice za kraljevinu Hrvatsku, Slavoniju i Dalmaciju osnovan je u Zagrebu je 1862. godine kao vrhovno sudište za Kraljevine Dalmaciju, Hrvatsku i Slavoniju, na poticaj bana Ivana Mažuranića. Nastavio je djelovati u prvoj Jugoslaviji, od 1929. pod nazivom Kasacioni sud, te u vrijeme NDH pod nazivom Stol sedmorice.
Stol sedmorice osnovan je kraljevskom odlukom od 9. travnja 1862., koja je provedena odlukom Hrvatske dvorske kancelarije od 10. lipnja 1862. godine. S radom je počeo 30. lipnja 1862. Ustanovljen je u vrijeme kad je vrhovna sudačka služba bila spojena s banskom čašću, tako da je sud bio pod predsjedništvom bana. Zakonom o ustrojstvu pravosuđa u Vojnoj krajini pri Stolu Sedmorice osnovan je Krajiški odsjek 1874. Odsjek je sa Stolom sedmorice spojen naredbom bana iz 1881., što je Hrvatski sabor potvrdio zakonom iz 1893. godine. 
U vrijeme Kraljevine SHS, kraljevskim ukazom od 28. rujna 1919. osnovano je Odjeljenje B Stola Sedmorice kao posljednja sudska instanca za Kraljevinu SHS - sudstvo je bilo ustrojeno prema austrijskim zakonima (Slovenija i Dalmacija). Odjeljenje B bio je vrhovni sudski organ i posljednji stupanj u građanskim (parničnim i izvanparničnim), kaznenim (kao kasacioni sud) i disciplinskim predmetima kao disciplinarni senat za suce i kao više disciplinsko povjerenstvo za nesudačke službenike. Odjeljenje B s radom je počelo 15. siječnja 1920. Zakonom o uređenju sudova iz 1929. predviđen je Kasacioni sud kao vrhovna sudska instanca nad svim redovnim sudovima u državi, što znači da nije osnovan jedan jedinstveni sud, već 6 vrhovnih sudskih instanci za bivše hrvatsko pravno područje, a od 1932. i za Međimurje Stol sedmorice u Zagrebu i B odjeljenje zagrebačkog Stola sedmorice za bivše austrijsko pravno područje. 
U vrijeme Nezavisne Države Hrvatske, Stol sedmorice je zakonskom odredbom od 31. ožujka 1943. bio nadležan za područje NDH. Ukinut je odlukom Predsjedništva AVNOJ-a 1945. godine.